# Kanton Val de Lorraine Sud
Val de Lorraine Sud is een kanton van het Franse departement Meurthe-et-Moselle. Het kanton maakte deel uit van het arrondissement Nancy.
Op 22 maart 2015 werd het toenmalige kanton Pompey opgeheven. De gemeente Saizerais werd onderdeel van het nieuw samengestelde kanton Nord-Toulois en de overige gemeenten werden omgevormd tot het huidige kanton Val de Lorraine Sud.

## Gemeenten
Het kanton Val de Lorraine Sud omvat de volgende gemeenten:
- Champigneulles
- Frouard
- Marbache
- Maxéville (hoofdplaats)
- Pompey